# 1990年杜尚别骚乱
1990年杜尚別騷亂，是1990年2月12日至14日間，在塔吉克蘇維埃社會主義共和國首都杜尚別所爆發的一場反政府示威。在骚乱中，共有26人死亡、565人受伤。

## 歷史
1988年，亞塞拜然蘇姆蓋特發生屠殺和反亞美尼亞暴動之後，有39名亞美尼亞難民從亞塞拜然暫時安置到杜尚別，但當地卻謠傳有近2,500–5,000名難民湧入，而當時杜尚別正面臨著嚴重的住房短缺問題。事實上，1990年亞美尼亞難民已離開塔吉克，並且回到亞美尼亞，然而即便塔吉克政府大力澄清，仍無法阻止抗議活動。
不久，由民族主義者所發起的抗議示威，轉變成暴力活動，抗議者要求政府進行徹底的經濟和政治改革。政府建築物、商店和其他企業遭到攻擊和搶劫，此外亞美尼亞人、俄羅斯人和其他少數族裔亦成為襲擊目標。

## 圖庫

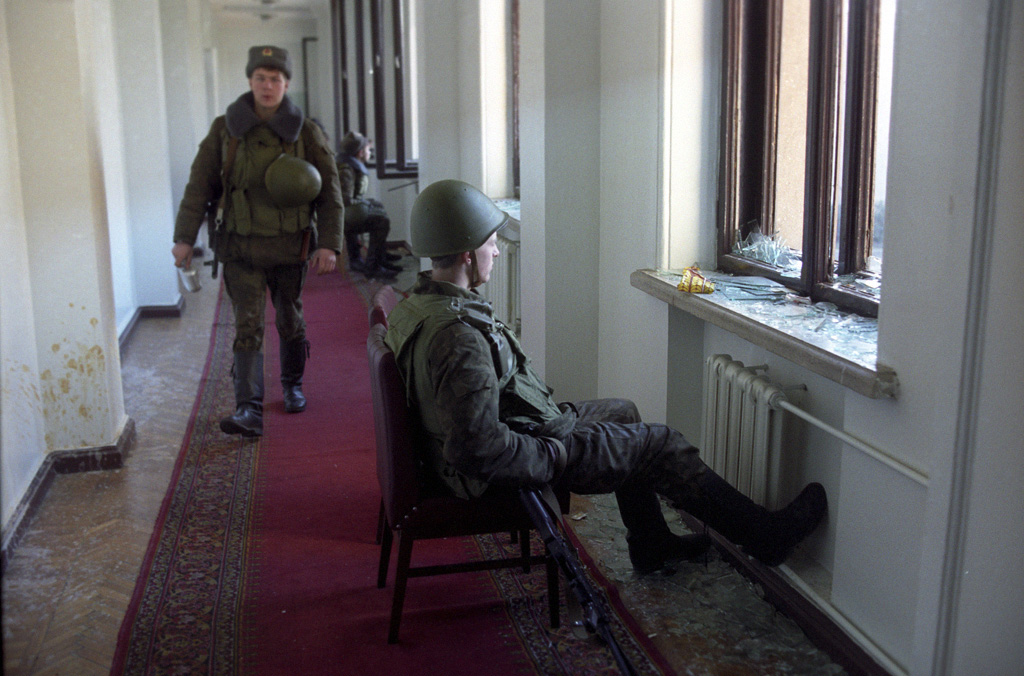
2月10日，在塔吉克蘇維埃社會主義共和國共產黨中央委員會的士兵
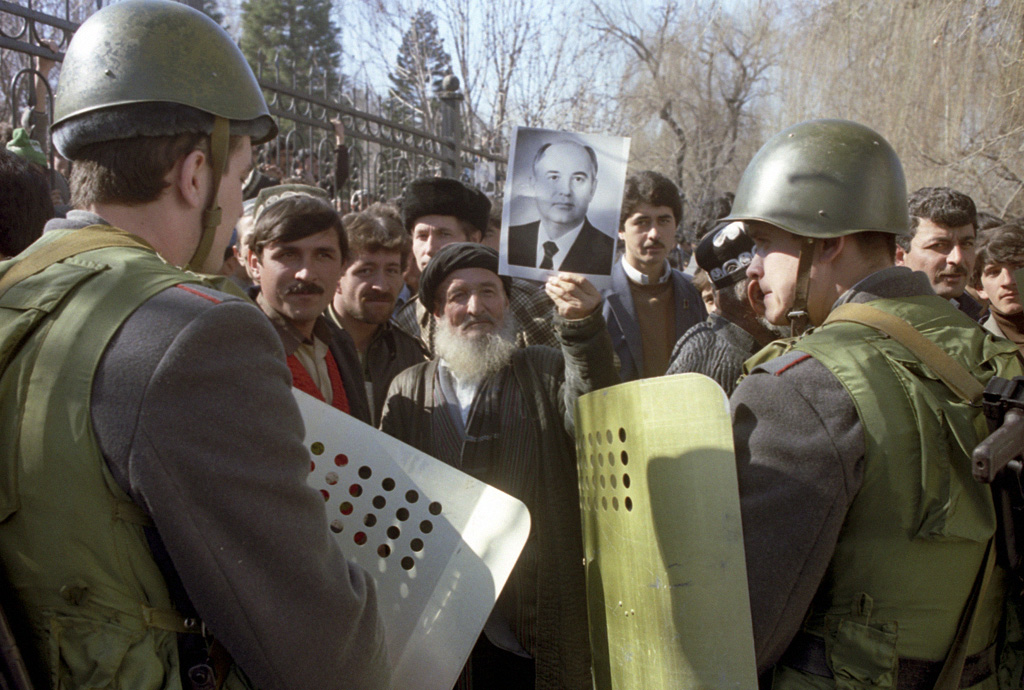
2月15日，在杜尚別的集會
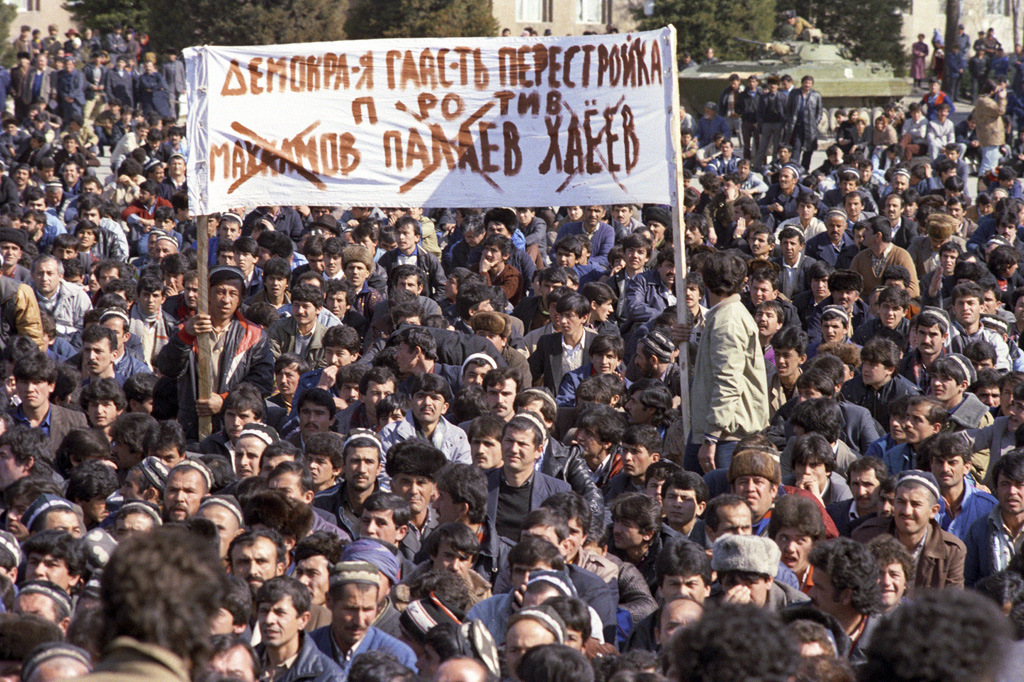
2月15日的集會
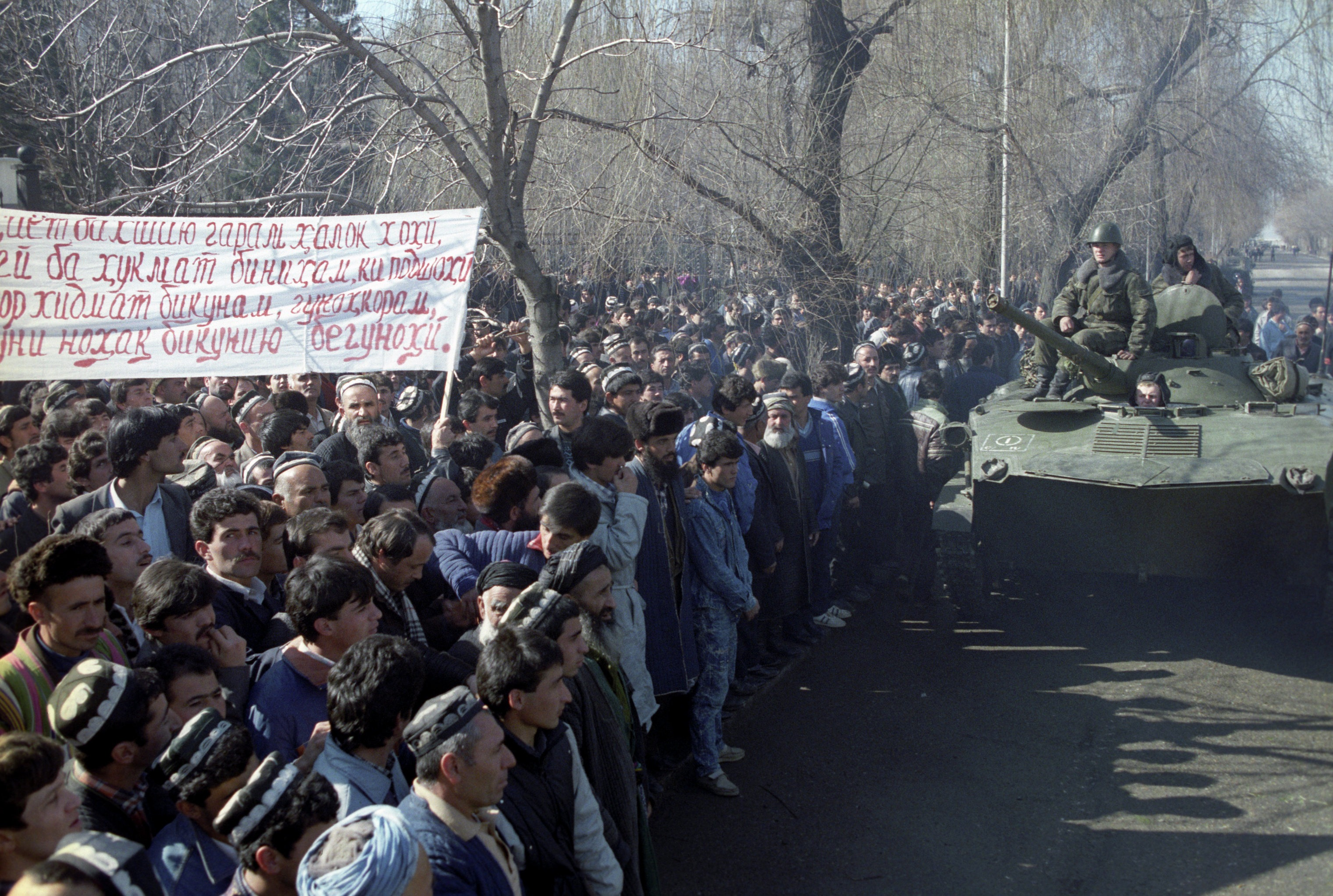
2月18日，在塔吉克街上的BMD-1步兵戰車